# 聖安娜 (聖多美和普林西比)
聖安娜（葡萄牙語：Santana）是非洲國家聖多美和普林西比的城市，也是坎塔加洛縣的首府，位於聖多美島東部，距離首都聖多美約10公里，2005年人口6,969，是全國第四大城市。